# Кубок Lada Granta
Кубок LADA Granta — российский гоночный монокубок, проводимый ПАО «АВТОВАЗ», в котором все стартовали на специально подготовленных седанах LADA Granta Cup.

## История
Кубок был организован ПАО «АвтоВАЗ» в 2011 году, и проводился до 2013 года, включительно. Все автомобили были спроектированы и построены частной компанией ТМС-Спорт (ранее Торгмаш Моторспорт), одним из главных идеологов проекта стал московский бизнесмен Виктор Шаповалов. К участию в турнире привлекались «звезды» российского автоспорта, известные автожурналисты, в частности принимали участие сотрудники журнала «За Рулем», и команда газеты «Авторевю».
С 2014 года автомобили, оставшиеся от Кубка LADA Granta, стали участвовать в Российской серии кольцевых гонок, в классе Супер-Продакшн.

## Техника
- Автомобиль LADA Granta Cup.
- Двигатель: ВАЗ 21126 объёмом 1,6 литра, 4-цилиндровый с турбонаддувом.
- Мощность 235 л.с. при 6500 об/мин
- Крутящий момент 280 Нм при 4000 об/мин
- 6-ступенчатая секвентальная коробка передач, TMS Sport 7796
- Разгон до 100 км/ч за 5,6 сек.

## Спортивный регламент
Как и полагается монокубку, все участвовавшие автомобили являлись полностью идентичными. Квалификация кубка LADA Granta состояла из двух сегментов. Во время каждого этапа пилоты участвовали в двух заездах длиной по 45-60 минут каждый, с обязательной остановкой в боксах. Изначально планировалось, что будет в обязательном порядке производиться смена пилотов, но в 2013-м от этого правила отказались и некоторые спортсмены участвовали в турнире в одиночку.

## Трассы
Заезды проводились на следующий автодромах:
- Moscow Raceway, Волоколамск, Московская область
- Трасса АДМ (Автодром «Москва»), Мячково, Московская область
- Автодром «Красное кольцо», Красноярск
- «Нижегородское кольцо», Нижний Новгород
- «Смоленское кольцо», Смоленск
- Шоссейно-кольцевая трасса «Kazanring», Казань
- «Тольятти-ринг», Тольятти

## Победители

### Личный зачет
- 2011 — Кирилл Ладыгин[5]
- 2012 — Дмитрий Брагин и Максим Симонов[6]
- 2013 — Никита Мисюля[7][8]

### Командный зачет
- 2011 — зачет не проводился
- 2012 — «Сбербанк-Пластик» (в составе: Дмитрий Брагин, Максим Симонов, Михаил Митяев, Владимир Ситнов)
- 2013 — Syzran Racing Team (в составе: Дмитрий Брагин, Максим Симонов, Михаил Митяев, Сергей Шалунов, Владимир Шешенин)[7]